# Universal Telecom
Universal Telecom är ett varumärke för ett internationellt IT- och telekommunikationsbolag ägt av det Madeira-registrerade bolaget Timepiece LDA. Universal Telecom grundades 1999. Företaget säljer rikstäckande bredband via ADSL och via stadsnät, mobilabonnemang, bredbandstelefoni samt traditionell telefoni. 